# Ljubiša Stefanović
Ljubiša Stefanović (Belgrado, 4 gennaio 1910 – Nizza, 17 maggio 1978) è stato un calciatore e allenatore di calcio jugoslavo.

## Carriera
In carriera, Stefanović giocò per tre club jugoslavi e cinque club francesi.
Con la Nazionale Jugoslava, disputò il Mondiale 1930 in cui giocò tre partite (contro Brasile, Bolivia e Uruguay).
Dopo il ritiro come giocatore, allenò per tre anni il Sète, squadra francese dove aveva militato da calciatore.

## Palmarès

### Giocatore
- Coppa di Francia: 1

Sète: 1930